# Oxylakis karnyi
Oxylakis karnyi är en insektsart som beskrevs av Sigfrid Ingrisch 1998. Oxylakis karnyi ingår i släktet Oxylakis och familjen vårtbitare. Inga underarter finns listade i Catalogue of Life.